# Sexey-aux-Forges
Sexey-aux-Forges é uma comuna francesa na região administrativa de Grande Leste, no departamento de Meurthe-et-Moselle. Estende-se por uma área de 14,08 km². Em 2010 a comuna tinha 721 habitantes (densidade: 51,2 hab./km²).